# Нарбутт, Людвик
Людвик Теодор Нарбутт (пол. Ludwik Teodor Narbutt, бел. Людвік Тэадор Нарбут; 26 августа 1832 — 5 мая 1863 у с. Дубичи) — активный участник польского восстания 1863 года. Поручик Русской императорской армии, полковник повстанческих войск.

## Биография
Сын известного литовского и белорусского историка и публициста Теодора Нарбута.
Служил в русской армии с 1850 по 1860 годы. За участие в боевых действиях на Кавказе был награждён орденом Святой Анны 4 степени. Вышел в отставку в чине поручика. Одним из первых в 1863 г. присоединился к польским повстанцам, 1 (13) февраля 1863 года был в чине полковника назначен Литовским провинциальным комитетом «главным революционным комиссаром» Лидского уезда де-факто главнокомандующим всеми повстанческими отрядами действовавшими в уезде на данной должности пробыл до своей гибели.
Став во главе повстанцев Лидского уезда сумел организовать отряд численностью от 250 до 300 человек. Одним из бойцов отряда Нарбутта был польский художник Михал Эльвиро Андриолли.
Стал известным, одержав победу над превосходящими силами русских у деревни Рудники 25 февраля (9 марта) 1863 года.
5 мая 1863 года отряд под командованием полковника Тимофеева при помощи бывшего бойца из отряда Нарбутта — местного лесника, Адама Карповича, который разочаровавшись в идеях мятежа указал место расположения стоянки повстанческого лагеря в лесу на берегу Дубицкого озера, окружил отряд Л. Нарбутта.
В первые минуты боя предводитель повстанцев получил два пулевых ранения — в ногу и грудь, но успел отдать приказ об отступлении к болотам, практический сразу после этого, Нарбутт получил третье огнестрельное ранение — в шею, от которого скончался на месте.  Кроме него в том же бою погибли еще 12 повстанцев и 25 попали в плен.
Останки были переданы семье и похоронены с несколькими другими повстанцами в братской могиле в с. Дубичи.
Адам Карпович через месяц после смерти Нарбутта, был пойман мятежниками из другого повстанческого отряда и казнён ими за предательство.

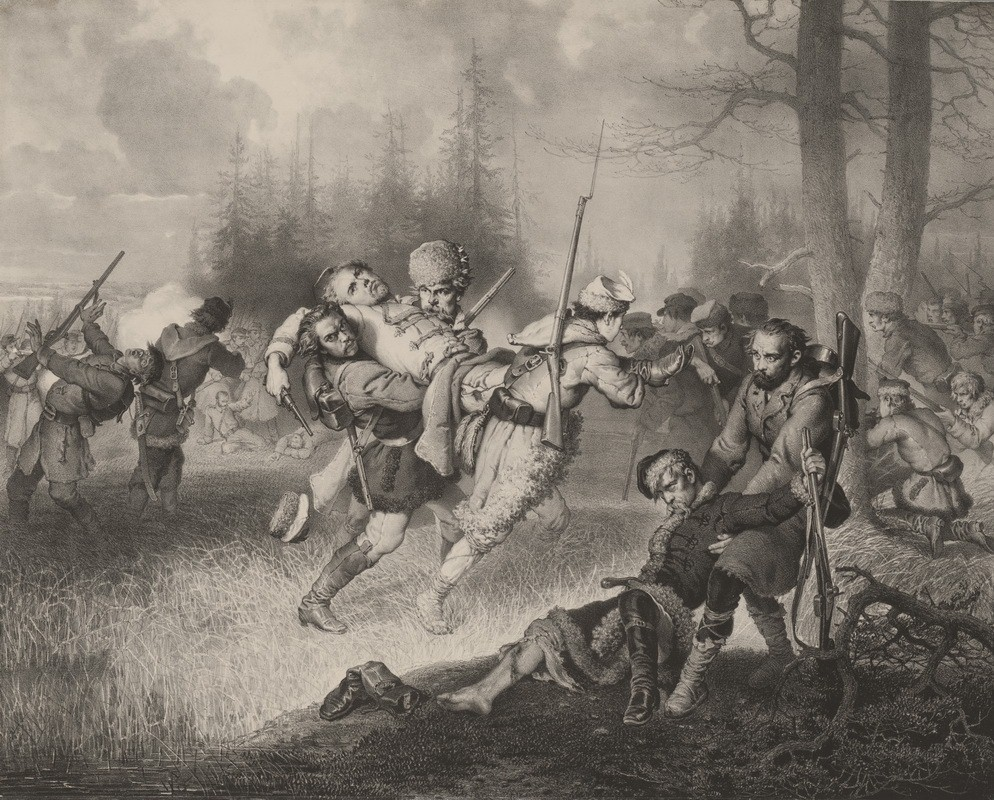
М. Э. Андриолли. Смерть Людвика Нарбута в Дубичах. 1864-65. Литография. Национальный музей Литвы.

## Ссылка
- SPIS POLEGŁYCH I ZMARŁYCH 1863-64